# ماريو الهداف
ماريو الهداف (باليابانية: フォルツァ!ひでまる) (بالإنجليزية: Forza! Hidemaru) هو مسلسل أنمي ياباني من إنتاج ستوديو غالوب وأنظمة نيهون للإعلان، تم عرض المسلسل لأول مره في 6 أبريل 2002 واستمر عرضه حتى 28 سبتمبر 2002. وتمت دبلجة المسلسل للغة العربية بواسطة إستديو غزال.

## قصة الكرتون
ماريو هو صبي يحب كرة القدم ويبلغ من العمر 10 أعوام، جاء من قرية بعيدة لينضم إلى فريق يدعى بالوردة الحمراء، ولكن كيزر (قائد فريق لالي) قال له هذا فريق يدعى لالي وليس الوردة الحمراء، وقام بطرده من الملعب، عندما ماريو خرج من الملعب تعرف على شخص اسمه جوبو وقال له ماريو بأن يريد أن ينضم إلى فريق الوردة الحمراء، فقام جوبو بالموافقة وارشده إلى الفريق.
ذهب ماريو إلى هناك ووجد حديقة عادية يشرف عليها كبير سن، وعلم ماريو أن كبير السن هذا هو صديق جده، تفاجأ ماريو بعدما علم أن فريق الوردة الحمراء قد اختفى منذ سنتين، والجد بدأ يعتني بالحديقة منذ ذلك الحين، ورفض العودة إلى كرة القدم وفضل الاعتناء بالحديقة.
عند غروب الشمس كان ماريو يتحدث مع حفيدة صديق جده نانا، واخبرته بأن هناك رجل ثري اتى الى المدينة منذ عامين وقام ببناء مدينة رياضية كبيرة وبسببها اختفت بعض الاندية مثل فريق الوردة الحمراء الذي كان ماريو يطمح الانضمام اليه، عندها اقترحت نانا فكرة انشاء فريق جديد وماريو اعجب بالفكرة وقاموا بالعمل عليها منذ ذلك اليوم، لتبدأ رحلة فريق ماريو الهداف من تجميع اللاعبين إلى النجومية وتحقيق الكأس.

## الأصوات العربية

### نسخة إستديو غزال للإنتاج الفني
الممثلون ← أداء الأدوار:
- آمال سعد الدين - ماريو
- سمر كوكش
- زياد الرفاعي
- محمد خير أبو حسون
- أنجي اليوسف (مدرجة باسم إنجي اليوسف)
- ميادة درويش
- رأفت بازو

## طاقم إنتاج الأنمي
- الإخراج: يوشيهيرو تاكاموتو
- تأليف النص الرئيسي: هيديو تاكاياشيكي
- تصميم الشخصيات: هاجيمي واتانابي
- الإخراج الفني: جونيتشيرو نيشيكاوا
- إخراج الصوت: هيديو تاكاهاشي
- الموسيقى: يوكو فوكوشيما، كايرو ميزوغاكي
- المونتاج: ماساو ناكاغاوا
- المنتجون: تاكيشي ساسامورا (تلفزيون طوكيو)، ناوكي ساسادا
- إنتاج الرسوم المتحركة: ستوديو غالوب (مدرجة باسم غالوب)
- إنتاج: تلفزيون طوكيو، NAS

## روابط خارجية
- (باليابانية) Forza! Hidemaru official website
- (باليابانية) Forza! Hidemaru - تلفزيون طوكيو
- Forza! Mario - Enoki Films
- ماريو الهداف على موقع ANN anime (الإنجليزية)
- (باليابانية) フォルツァ！ひでまる - Nihon Ad Systems